# Heather Zar
Heather J. Zar (Ciudad del Cabo) es una médica y científica sudafricana. Está especializada en los cuidados suministrados a niños con enfermedades respiratorias como asma, tuberculosis y neumonía. Recibió el Premio L'Oréal-UNESCO a Mujeres en Ciencia en 2018

## Carrera
Dirige el Departamento de Pediatría de la Universidad de Ciudad de Cabo y es presidente de la Sociedad Torácica Panafricana.
Su trabajo sobre la relación entre VIH/sida y las enfermedades pulmonares ha ayudado a cambiar la Organización Mundial de la Salud y las directrices nacionales. Desarrolló un sistema para usar botellas plásticas recicladas como cámaras expansoras para ayudar niños con asma a a inhalar más fácilmente su medicación.
Es una de las directoras de un estudio de aproximadamente mil niños para desarrollar estrategias preventivas para enfermedad pulmonares de la niñez y otras dolencias.
Es miembro de la Academia de Ciencia de Sudáfrica. Ha publicado unos 200 artículos científicos.

## Premios y honores
- Sociedad Torácica Estadounidense Premio Mundial de Salud Pulmonar en 2014[9]
- Premio L'Oréal-UNESCO a Mujeres en Ciencia en 2018[1]